# Ligue des champions d'Afrique masculine de handball 2024
Navigation
Ligue des champions 2023 Ligue des champions 2025
La Ligue des champions d'Afrique masculine de handball 2024 est la 45e édition de la compétition organisée par la Confédération africaine de handball et disputée du 10 au 19 octobre 2024 à Laâyoune au Maroc. Le tournoi réunit les meilleures clubs masculins de handball en Afrique et est joué en même temps que la Ligue des champions féminine.
Il s'agit de la première édition qui voit la participation de 16 équipes, depuis l'édition 2012 qui s'est déroulée à Tanger (Maroc).

## Sites de la compétition
Les sites de la compétition sont annoncés le 26 septembre 2024, il s'agit des deux principales salles omnisports de la ville de Laâyoune.
| Salle            | Quartier  | Capacité     |
| ---------------- | --------- | ------------ |
| Salle Al Massira | Al Qassam | 2 500 places |
| Salle Al Hizam   | Diridak   | 1 000 places |

## Phase de groupes
Au terme de la phase de groupe, les Égyptiens d'Al Ahly ont dominé cette première phase, non seulement avec la meilleure attaque (150 buts marqués), mais aussi avec la défense la plus solide (44 buts concédés). À l’autre bout du spectre, le Mekele 70 Enderta, dans la même poule, affiche la pire défense avec 168 buts encaissés en trois matchs.

### Groupe A
|   | Équipe            | Pts | J | G | N | P | Bp  | Bc  | Diff |
| - | ----------------- | --- | - | - | - | - | --- | --- | ---- |
| 1 | Al Ahly           | 6   | 3 | 3 | 0 | 0 | 150 | 44  | 106  |
| 2 | Étoile du Congo   | 4   | 3 | 2 | 0 | 1 | 91  | 97  | -6   |
| 3 | CF JSO            | 2   | 3 | 1 | 0 | 2 | 92  | 89  | 3    |
| 4 | Mekele 70 Enderta | 0   | 3 | 0 | 0 | 3 | 65  | 168 | -103 |

Première journée, vendredi 11 octobre
- Al Ahly – Mekele : 67 – 11
- Etoile – CFJSO : 26 – 23

Deuxième journée, dimanche 13 octobre
- CFJSO – Al Ahly : 19 – 38
- Mekele – Etoile : 29 – 51

Troisième journée, mardi 15 octobre
- CFJSO – Mekele : 50 – 25
- Al Ahly – Etoile : 45 – 14

### Groupe B
|   | Équipe                | Pts | J | G | N | P | Bp | Bc | Diff |
| - | --------------------- | --- | - | - | - | - | -- | -- | ---- |
| 1 | Flowers HBC           | 5   | 3 | 2 | 1 | 0 | 97 | 68 | 29   |
| 2 | Raja Agadir           | 3   | 3 | 1 | 1 | 1 | 62 | 78 | -16  |
| 3 | FAP Yaoundé           | 3   | 3 | 1 | 1 | 1 | 75 | 74 | 1    |
| 4 | Renaissance Don Bosco | 1   | 3 | 0 | 1 | 2 | 68 | 82 | -14  |

Première journée, vendredi 11 octobre
- FAP – FLOWERS : 27 – 27
- Raja Agadir –  Don Bosco : 21 – 21

Deuxième journée, dimanche 13 octobre
- Don Bosco – FAP : 26 – 28
- Flowers – Raja Agadir : 37 – 20

Troisième journée, mardi 15 octobre
- Don Bosco – Flowers : 21 – 33
- FAP – Raja Agadir : 20 – 21

### Groupe C
|   | Équipe               | Pts | J | G | N | P | Bp  | Bc  | Diff |
| - | -------------------- | --- | - | - | - | - | --- | --- | ---- |
| 1 | Zamalek SC           | 6   | 3 | 3 | 0 | 0 | 112 | 51  | 61   |
| 2 | Mountada Derb Sultan | 4   | 3 | 2 | 0 | 1 | 108 | 75  | 33   |
| 3 | Friendship HC        | 2   | 3 | 1 | 0 | 2 | 66  | 91  | -25  |
| 4 | Kirkos Sub City      | 0   | 3 | 0 | 0 | 3 | 61  | 130 | -69  |

Première journée, jeudi 10 octobre
- Zamalek SC – Kirkos : 50 – 16
- Mountada – Friendship HBC : 36 – 23

Deuxième journée, samedi 12 octobre
- Friendship – Zamalek SC : 14 – 30
- Kirkos – Mountada : 20 – 51

Troisième journée, lundi 14 octobre
- Zamalek SC – Mountada : 32 – 21
- Friendship – Kirkos : 29 – 25

### Groupe D
|   | Équipe           | Pts | J | G | N | P | Bp  | Bc  | Diff |
| - | ---------------- | --- | - | - | - | - | --- | --- | ---- |
| 1 | Widad Smara      | 6   | 3 | 3 | 0 | 0 | 91  | 62  | 29   |
| 2 | Adjidja HBC      | 4   | 3 | 2 | 0 | 1 | 123 | 78  | 45   |
| 3 | AS Forces armées | 2   | 3 | 1 | 0 | 2 | 88  | 92  | -4   |
| 4 | Mechal SC        | 0   | 3 | 0 | 0 | 3 | 69  | 139 | -70  |

Première journée, jeudi 10 octobre
- Widad Smara – ASFA : 26 – 20
- Adjidja HBC – Mechal SC : 56 – 28

Deuxième journée, samedi 12 octobre
- Mechal SC – Widad Smara : 18 – 40
- ASFA – Adjidja : 25 – 43

Troisième journée, lundi 14 octobre
- Adjidja – Widad Smara : 24 – 25
- ASFA – Mechal SC : 43 – 23

## Phase finale
Les résultats de la phase finale sont,,, :
|  | Quarts de finale       | Quarts de finale       | Quarts de finale       | Quarts de finale       |                      |                      | Demi-finales           | Demi-finales           | Demi-finales                  | Demi-finales                  |                               |                               | Finale                 | Finale                 | Finale                 | Finale                 |
|  |                        |                        |                        |                        |                      |                      |                        |                        |                               |                               |                               |                               |                        |                        |                        |                        |
|  | 16 octobre 2024, 16h00 | 16 octobre 2024, 16h00 | 16 octobre 2024, 16h00 | 16 octobre 2024, 16h00 |                      |                      | 18 octobre 2024, 13h30 | 18 octobre 2024, 13h30 | 18 octobre 2024, 13h30        | 18 octobre 2024, 13h30        |                               |                               | 19 octobre 2024, 16h00 | 19 octobre 2024, 16h00 | 19 octobre 2024, 16h00 | 19 octobre 2024, 16h00 |
|  | 16 octobre 2024, 16h00 | 16 octobre 2024, 16h00 | 16 octobre 2024, 16h00 | 16 octobre 2024, 16h00 |                      |                      | 18 octobre 2024, 13h30 | 18 octobre 2024, 13h30 | 18 octobre 2024, 13h30        | 18 octobre 2024, 13h30        |                               |                               | 19 octobre 2024, 16h00 | 19 octobre 2024, 16h00 | 19 octobre 2024, 16h00 | 19 octobre 2024, 16h00 |
|  | A1                     | Al Ahly                | 33                     | 33                     |                      |                      | 18 octobre 2024, 13h30 | 18 octobre 2024, 13h30 | 18 octobre 2024, 13h30        | 18 octobre 2024, 13h30        |                               |                               | 19 octobre 2024, 16h00 | 19 octobre 2024, 16h00 | 19 octobre 2024, 16h00 | 19 octobre 2024, 16h00 |
|  | A1                     | Al Ahly                | 33                     | 33                     |                      |                      | 18 octobre 2024, 13h30 | 18 octobre 2024, 13h30 | 18 octobre 2024, 13h30        | 18 octobre 2024, 13h30        |                               |                               | 19 octobre 2024, 16h00 | 19 octobre 2024, 16h00 | 19 octobre 2024, 16h00 | 19 octobre 2024, 16h00 |
|  | B2                     | Raja Agadir            | 13                     | 13                     |                      |                      | 18 octobre 2024, 13h30 | 18 octobre 2024, 13h30 | 18 octobre 2024, 13h30        | 18 octobre 2024, 13h30        |                               |                               | 19 octobre 2024, 16h00 | 19 octobre 2024, 16h00 | 19 octobre 2024, 16h00 | 19 octobre 2024, 16h00 |
|  | B2                     | Raja Agadir            | 13                     | 13                     | Zamalek SC           | Zamalek SC           | 25                     | 25                     |                               |                               |                               |                               | 19 octobre 2024, 16h00 | 19 octobre 2024, 16h00 | 19 octobre 2024, 16h00 | 19 octobre 2024, 16h00 |
|  | 16 octobre 2024, 13h30 |                        |                        |                        | Zamalek SC           | Zamalek SC           | 25                     | 25                     |                               |                               |                               |                               | 19 octobre 2024, 16h00 | 19 octobre 2024, 16h00 | 19 octobre 2024, 16h00 | 19 octobre 2024, 16h00 |
|  |                        |                        | Al Ahly                | Al Ahly                | 26                   | 26                   |                        |                        |                               |                               |                               |                               | 19 octobre 2024, 16h00 | 19 octobre 2024, 16h00 | 19 octobre 2024, 16h00 | 19 octobre 2024, 16h00 |
|  | C1                     | Zamalek SC             | Al Ahly                | Al Ahly                | 26                   | 26                   | 45                     | 45                     |                               |                               |                               |                               | 19 octobre 2024, 16h00 | 19 octobre 2024, 16h00 | 19 octobre 2024, 16h00 | 19 octobre 2024, 16h00 |
|  | C1                     | Zamalek SC             | 18 octobre 2024, 16h00 |                        |                      |                      | 45                     | 45                     |                               |                               |                               |                               | 19 octobre 2024, 16h00 | 19 octobre 2024, 16h00 | 19 octobre 2024, 16h00 | 19 octobre 2024, 16h00 |
|  | D2                     | Adjidja HBC            | 26                     | 26                     |                      |                      |                        |                        |                               |                               |                               |                               | 19 octobre 2024, 16h00 | 19 octobre 2024, 16h00 | 19 octobre 2024, 16h00 | 19 octobre 2024, 16h00 |
|  | D2                     | Adjidja HBC            | 26                     | 26                     | Al Ahly              | Al Ahly              | 43                     | 43                     |                               |                               |                               |                               |                        |                        |                        |                        |
|  | 16 octobre 2024, 16h00 |                        |                        |                        | Al Ahly              | Al Ahly              | 43                     | 43                     |                               |                               |                               |                               |                        |                        |                        |                        |
|  |                        |                        | HBC Flowers            | HBC Flowers            | 22                   | 22                   |                        |                        |                               |                               |                               |                               |                        |                        |                        |                        |
|  | A2                     | Étoile du Congo        | HBC Flowers            | HBC Flowers            | 22                   | 22                   | 20                     | 20                     |                               |                               |                               |                               |                        |                        |                        |                        |
|  | A2                     | Étoile du Congo        |                        |                        |                      |                      |                        |                        |                               |                               |                               |                               |                        |                        |                        |                        |
|  | B1                     | Flowers HBC            | 29                     | 29                     |                      |                      |                        |                        |                               |                               |                               |                               |                        |                        |                        |                        |
|  | B1                     | Flowers HBC            | 29                     | 29                     | HBC Flowers          | HBC Flowers          | 40ap                   | 40ap                   | Match pour la troisième place | Match pour la troisième place | Match pour la troisième place | Match pour la troisième place |                        |                        |                        |                        |
|  | 16 octobre 2024, 18h30 |                        |                        |                        | HBC Flowers          | HBC Flowers          | 40ap                   | 40ap                   | Match pour la troisième place | Match pour la troisième place | Match pour la troisième place | Match pour la troisième place |                        |                        |                        |                        |
|  |                        |                        | Mountada Derb Sultan   | Mountada Derb Sultan   | 38                   | 38                   |                        |                        | 19 octobre 2024, 13h30        | 19 octobre 2024, 13h30        | 19 octobre 2024, 13h30        | 19 octobre 2024, 13h30        |                        |                        |                        |                        |
|  | D1                     | Widad Smara            | Mountada Derb Sultan   | Mountada Derb Sultan   | 38                   | 38                   | 20                     | 20                     | 19 octobre 2024, 13h30        | 19 octobre 2024, 13h30        | 19 octobre 2024, 13h30        | 19 octobre 2024, 13h30        |                        |                        |                        |                        |
|  | D1                     | Widad Smara            |                        |                        |                      |                      |                        | 20                     |                               |                               | Zamalek SC                    | Zamalek SC                    | 35                     | 35                     |                        |                        |
|  | C2                     | Mountada Derb Sultan   | 23                     | 23                     |                      |                      |                        |                        |                               |                               | Zamalek SC                    | Zamalek SC                    | 35                     | 35                     |                        |                        |
|  | C2                     | Mountada Derb Sultan   | 23                     | 23                     | Mountada Derb Sultan | Mountada Derb Sultan | 25                     | 25                     |                               |                               |                               |                               |                        |                        |                        |                        |
|  |                        |                        |                        |                        |                      |                      |                        |                        |                               |                               |                               |                               |                        |                        |                        |                        |

## Matchs de classement

### Match pour la5eà la8eplace
|  | Demi-finales de classement | Demi-finales de classement |                        |    | Match pour la 5e place | Match pour la 5e place |
|  | Demi-finales de classement | Demi-finales de classement |                        |    | Match pour la 5e place | Match pour la 5e place |
|  |                            |                            |                        |    |                        |                        |
|  | 17 octobre 2024, 12h00     | 17 octobre 2024, 12h00     |                        |    | 19 octobre 2024, 16h00 | 19 octobre 2024, 16h00 |
|  | 17 octobre 2024, 12h00     | 17 octobre 2024, 12h00     |                        |    | 19 octobre 2024, 16h00 | 19 octobre 2024, 16h00 |
|  | Raja Agadir                | 29                         |                        |    | 19 octobre 2024, 16h00 | 19 octobre 2024, 16h00 |
|  | Raja Agadir                | 29                         |                        |    | 19 octobre 2024, 16h00 | 19 octobre 2024, 16h00 |
|  | Adjidja HBC                | 30                         |                        |    | 19 octobre 2024, 16h00 | 19 octobre 2024, 16h00 |
|  | Adjidja HBC                | 30                         | Adjidja HBC            | 31 |                        |                        |
|  | 17 octobre 2024, 17h00     |                            | Adjidja HBC            | 31 |                        |                        |
|  |                            | Widad Smara                | 27                     |    |                        |                        |
|  | Étoile du Congo            | Widad Smara                | 27                     | 22 |                        |                        |
|  | Étoile du Congo            |                            |                        | 22 |                        |                        |
|  | Widad Smara                | 31                         |                        |    |                        |                        |
|  | Widad Smara                | 31                         | Match pour la 7e place |    |                        |                        |
|  |                            |                            |                        |    |                        |                        |
|  | 19 octobre 2024, 12h00     |                            |                        |    |                        |                        |
|  |                            |                            |                        |    |                        |                        |
|  | Raja Agadir                |                            |                        |    |                        |                        |
|  |                            |                            |                        |    |                        |                        |
|  | Étoile du Congo            |                            |                        |    |                        |                        |
|  |                            |                            |                        |    |                        |                        |

### Match pour la9eà la12eplace
|  | Demi-finales de classement | Demi-finales de classement |                         |  | Match pour la 9e place | Match pour la 9e place |
|  | Demi-finales de classement | Demi-finales de classement |                         |  | Match pour la 9e place | Match pour la 9e place |
|  |                            |                            |                         |  |                        |                        |
|  | 17 octobre 2024, 16h00     | 17 octobre 2024, 16h00     |                         |  | 18 octobre 2024, 18h00 | 18 octobre 2024, 18h00 |
|  | 17 octobre 2024, 16h00     | 17 octobre 2024, 16h00     |                         |  | 18 octobre 2024, 18h00 | 18 octobre 2024, 18h00 |
|  | Friendship HC              | 28                         |                         |  | 18 octobre 2024, 18h00 | 18 octobre 2024, 18h00 |
|  | Friendship HC              | 28                         |                         |  | 18 octobre 2024, 18h00 | 18 octobre 2024, 18h00 |
|  | AS Forces armées           | 27                         |                         |  | 18 octobre 2024, 18h00 | 18 octobre 2024, 18h00 |
|  | AS Forces armées           | 27                         | Friendship HC           |  |                        |                        |
|  | 17 octobre 2024, 18h00     |                            |                         |  |                        |                        |
|  |                            | CF JSO                     |                         |  |                        |                        |
|  | CF JSO                     | 29                         |                         |  |                        |                        |
|  | CF JSO                     | 29                         |                         |  |                        |                        |
|  | FAP Yaoundé                | 22                         |                         |  |                        |                        |
|  | FAP Yaoundé                | 22                         | Match pour la 11e place |  |                        |                        |
|  |                            |                            |                         |  |                        |                        |
|  | 18 octobre 2024, 16h00     |                            |                         |  |                        |                        |
|  |                            |                            |                         |  |                        |                        |
|  | AS Forces armées           |                            |                         |  |                        |                        |
|  |                            |                            |                         |  |                        |                        |
|  | FAP Yaoundé                |                            |                         |  |                        |                        |
|  |                            |                            |                         |  |                        |                        |

### Match pour la13eà la16eplace
|  | Demi-finales de classement | Demi-finales de classement |                         |  | Match pour la 13e place | Match pour la 13e place |
|  | Demi-finales de classement | Demi-finales de classement |                         |  | Match pour la 13e place | Match pour la 13e place |
|  |                            |                            |                         |  |                         |                         |
|  | 17 octobre 2024, 12h00     | 17 octobre 2024, 12h00     |                         |  | 18 octobre 2024, 14h00  | 18 octobre 2024, 14h00  |
|  | 17 octobre 2024, 12h00     | 17 octobre 2024, 12h00     |                         |  | 18 octobre 2024, 14h00  | 18 octobre 2024, 14h00  |
|  | Mekele 70 Enderta          | 23                         |                         |  | 18 octobre 2024, 14h00  | 18 octobre 2024, 14h00  |
|  | Mekele 70 Enderta          | 23                         |                         |  | 18 octobre 2024, 14h00  | 18 octobre 2024, 14h00  |
|  | Renaissance Don Bosco      | 37                         |                         |  | 18 octobre 2024, 14h00  | 18 octobre 2024, 14h00  |
|  | Renaissance Don Bosco      | 37                         | Renaissance Don Bosco   |  |                         |                         |
|  | 17 octobre 2024, 10h00     |                            |                         |  |                         |                         |
|  |                            | Mechal SC                  |                         |  |                         |                         |
|  | Kirkos Sub City            | 22                         |                         |  |                         |                         |
|  | Kirkos Sub City            | 22                         |                         |  |                         |                         |
|  | Mechal SC                  | 26                         |                         |  |                         |                         |
|  | Mechal SC                  | 26                         | Match pour la 15e place |  |                         |                         |
|  |                            |                            |                         |  |                         |                         |
|  | 18 octobre 2024, 12h00     |                            |                         |  |                         |                         |
|  |                            |                            |                         |  |                         |                         |
|  | Mekele 70 Enderta          |                            |                         |  |                         |                         |
|  |                            |                            |                         |  |                         |                         |
|  | Kirkos Sub City            |                            |                         |  |                         |                         |
|  |                            |                            |                         |  |                         |                         |

## Classement final
| Rang                        | Club                  | V-N-D |
| --------------------------- | --------------------- | ----- |
| Médaille d'or, Afrique      | Al Ahly               | 6-0-0 |
| Médaille d'argent, Afrique  | HBC Flowers           | 4-1-1 |
| Médaille de bronze, Afrique | Zamalek SC            | 5-0-1 |
| 4                           | Mountada Derb Sultan  | 3-0-3 |
| 5                           | Adjidja HBC           | 4-0-2 |
| 6                           | Widad Smara           | 4-0-2 |
| 7 ou 8                      | Raja Agadir           | ?     |
| 7 ou 8                      | Étoile du Congo       | ?     |
| 9 ou 10                     | Friendship HC         | ?     |
| 9 ou 10                     | CF JSO                | ?     |
| 11 ou 12                    | AS Forces armées      | ?     |
| 11 ou 12                    | FAP Yaoundé           | ?     |
| 13 ou 14                    | Renaissance Don Bosco | ?     |
| 13 ou 14                    | Mechal SC             | ?     |
| 15 ou 16                    | Mekele 70 Enderta     | ?     |
| 15 ou 16                    | Kirkos Sub City       | ?     |

## Récompenses
- Meilleur joueur :  Omar Castilo (Al Ahly SC)
- Meilleur gardien :  Youssef Salama (Zamalek SC)